# Moerasgoudvenstertje
Het moerasgoudvenstertje (Plusia putnami) is een vlinder uit de familie uilen (Noctuidae). De wetenschappelijke naam is voor het eerst geldig gepubliceerd in 1873 door Grote.
De soort komt voor in Europa.